# Chknagh
Chknagh ou Chqnagh (en arménien Չքնաղ) est une communauté rurale du marz d'Aragatsotn, en Arménie. Elle compte 230 habitants en 2009.